# Tyto aurantia
La lechuza de campanario de Nueva Bretaña o lechuza dorada (Tyto aurantia) es una lechuza endémica de la isla de Nueva Bretaña, Papúa Nueva Guinea. También se la conoce como lechuza de Nueva Bretaña y lechuza de Bismarck.
Como ocurre con otras lechuzas tropicales, es difícil de observar en estado salvaje y, por lo tanto, no está muy estudiada. Es probable que sea una especie propia de la selva lluviosa.
Debido a la escasez de información viable, durante algún tiempo estuvo clasificada como "especie sin datos suficientes" por la IUCN. Cuando por fin se pudo evaluar su estatus de modo apropiado, se consideró que las evaluaciones anteriores eran correctas, y de nuevo aparece como especie vulnerable en la Lista Roja del 2008.